# Eleni da Etiópia
Eleni (Ge'ez: እሌኒ, "Helena"; falecimento em abril de 1522), também chamada de Rainha de Zeila, foi Imperatriz da Etiópia através do casamento com Zara Yaqob (1434—1468) e serviu de regente entre 1507 e 1516, durante a menoridade do imperador Davi II. Ela foi muito influente no governo da Etiópia durante sua vida, sendo co-regente ou conselheira de inúmeros imperadores; uma fonte que atesta isso é o manuscrito Bruce 88, que diz que ela esteve em palácios de três ilustres imperadores: Zqra Yaqob; seu filho de outra esposa, Baeda Maryam I (1468—1478), e Na'od (1494—1505).

## Vida
Filha do Rei de Hadiya, o reino de Eleni foi invadido pelo Imperador Zara Yaqob após recusar a pagar o tributo anual, levando a sua captura, conversão ao cristianismo e casamento com Zara Yaqob. Os governantes de Hadiya posteriormente apelaram ao Sultanato de Adal para obter assistência, o que levou ao climax do conflito na região durante a Guerra Etíope-Adal.
Embora o historiador português Baltasar Teles tenha escrito que Eleni não teve filhos, em alguns manuscritos de "Verdadeira Informação das Terras do Preste João das Índias", de Francisco Álvares, um parente masculino de Lebna Dengel que escapou de Amba Geshen é descrito como filho dela, segundo o tradutor, mas não no texto original.

### Influência política
Após a morte de Zara Yaqob, o imperador nomeado, Baeda Maryam I, deu a Eleni o título de Rainha Mãe, já que sua própria mãe, Tsion Mogasa, havia sido espancada até a morte durante o reinado de seu pai. Eleni provou ser uma membra efetiva da família real. Paul B. Henze comenta que ela "era praticamente uma co-monarca" durante o reinado em questão. Quando Eskender sucedeu seu pai, a Imperatriz Eleni foi inicialmente afastada do poder pela bem-amada Amda Mikael. Todavia, entre 1486, ela participou de um golpe palaciano, voltando a participar do governo do reino do Imperador Na'od.
Desde a infância, Eleni se manteve consciente do mundo muçulmano e procurou alcançar uma reconciliação com o vizinho Império Muçulmano de Adal, promovendo relações comerciais.
O missionário português Francisco Álvares foi informado pelo Abuna Marqos que, após a morte do Imperador Na'od em combate, "ele e a Rainha Eleni o fizeram [Lebna Dengel] Rei, porque tinham todos os grandes homens em suas mãos".  Esta declaração aponta para o poder que Eleni exercia.

### Regência
Compreendendo a crescente ameaça que a Etiópia enfrentava devido à crescente influência otomana na região, com o conselho de Pero da Covilhã, enviou Mateus (também conhecido como Mateus, o Armênio) como embaixador do Rei de Portugal e do Papa em Roma. Aparentemente, os portugueses só compreenderam a natureza da missão de Mateus depois de chegarem à Etiópia, o que complicou a missão de D. Rodrigo da Lima ao Imperador Etíope. Eleni serviu como regente chefe para o menor de idade Lebna Dengel, junto com sua mãe, a imperatriz viúva Na'od Mogassa, e Ras Degelhan de Gojjam, o parente mais velho do imperador.
Álvares observa ainda que Eleni possuía extensas propriedades na província de Gojjam.  Outros disseram que "ela era exímia em tudo: diante de Deus, praticando a retidão e tendo uma fé forte, rezando e recebendo a Sagrada Comunhão; em termos mundanos, destacava-se na preparação de alimentos [para a mesa real], na familiaridade com os livros, no conhecimento da lei e na compreensão dos assuntos de Estado. Por essas qualidades, o Rei amava profundamente nossa Rainha Eléni. Ele a considerava como sua própria mãe.

### Morte
A data da morte de Eleni não é totalmente certa. No entanto, Henze afirma que ela morreu em idade avançada na década de 1520,  e Beckingham e Huntingford confirmam isso argumentando que as evidências no relato de Álvares fornecem informações suficientes para datar sua morte em abril de 1522. Álvares deixa claro que ela morreu enquanto ele estava na Etiópia, acrescentando que sua morte foi motivo de tristeza para seus súditos:
"Houve um murmurinho na Corte sobre a morte da Rainha Eleni. Diziam que, desde que ela morrera, todos, grandes e pequenos, haviam morrido, e que, enquanto ela vivesse, todos viveriam, seriam defendidos e protegidos; e ela era o pai e a mãe de todos."
—  Francesco Álvares, The Prester John of the Indies (1520–26; publicado em 1540), p.434